# Free produce movement

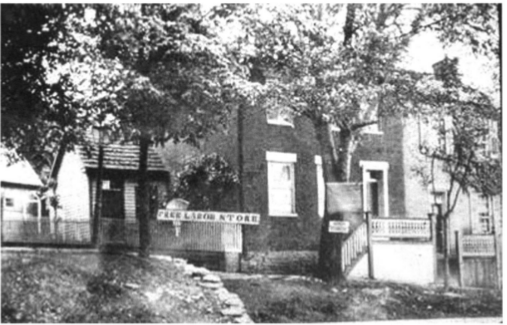
Ein Laden für „freie Produkte“ in Mount Pleasant, Ohio. Das Geschäft wirtschaftete zwischen 1848 und 1857 und befand sich in einem ehemaligen Anwesen von Benjamin Lundy, der das erste Geschäft dieser Art eröffnete.

Das Free produce movement war eine Strömung in der abolitionistischen Bewegung der USA des frühen 19. Jahrhunderts, die das Ziel hatte durch den Verkauf von Gütern aus „freier Arbeit“ die Sklavenwirtschaft der Südstaaten ökonomisch zu schwächen.
Die Strömung ging aus dem Umfeld der Quäker hervor, war aber nicht auf einen religiösen Kontext beschränkt. Die Quäker hatten bis etwa 1780 nach und nach die Sklavenhalter unter ihren Mitgliedern ausgeschlossen. Die Idee einer effektiven Boykottbewegung mit dem Ziel der Abschaffung der Sklaverei vertrug sich während des Sezessionskriegs gut mit ihren pazifistischen Grundüberzeugungen. Personen wie Anthony Benezet and John Woolman prägten in diesen Kreisen den Narrativ, dass auch Konsumenten von Sklavereiprodukten insofern eine Mitverantwortung am Fortbestehen der Institution hätten, da sie Anteil an ihrer ökonomischen Grundlage haben. Der Konsum von Sklavenware wurde auch mit der Teilhabe an Kriegsbeute verglichen, die sich für die „Gesellschaft der Freunde“ aus religiösen und moralischen Gründen verbot. In Wilmington (Delaware) wurde 1829 ein Gründungsdokument für die formale Errichtung einer Organisation zum Erzeugen „freier Produkte“ entwickelt. Zeitgleich öffnete Benjamin Lundy in Baltimore ein Geschäft, das ausschließlich Produkte von freien Arbeitern vertrieb. Zu den am häufigsten vertriebenen „freien Produkten“ gehörten typischerweise die ansonsten überwiegend von Sklaven hergestellten Güter und Rohstoffe: Trockenware – also Zucker, Tee, Kaffee, Tabak, Getreide, Baumwolle – sowie Kleidung, Schuhe, Seifen, Eis, Säfte und Süßigkeiten.
1830 gründeten Unterstützer der Bewegung die „American Free Produce Association“ und einzelne Geschäfte. Im Folgejahr gründeten sich die Colored Free Produce Society of Pennsylvania und die Colored Female Free Produce Society of Pennsylvania. Eine landesweite Organisation gab es ab 1838. Neben den unternehmerischen Tätigkeiten betrieben die beteiligten Strukturen und Einzelpersonen auch eine aufwändige Öffentlichkeitsarbeit. Neben unzähligen Vorträgen, Pamphleten und Streitschriften erschien zwischen 1846 und 1854 die Zeitschrift The Non-Slaveholder, die in der abolitionistischen Medienlandschaft der Zeit die Position der Free Producers am ehesten abbildet. Durch die damaligen Medien und einzelne Redner wurde die Idee auch nach Großbritannien getragen, wo sich ebenfalls eine Boykott-Subkultur mit eigenen Dynamiken herausbildete.
In den Anfangsjahren der Bewegung wurde die Idee einer eigenen Wirtschaftsform von zeitgenössischen Abolitionisten wohlwollend und teilweise euphorisch aufgenommen. Zu weiteren Unterstützern des Free produce movement aus dem Umfeld der Abolitionisten gehörten Frederick Douglass, Gerrit Smith, Sarah und Angelina Grimké, Harriet Beecher Stowe. Bezogen auf die Anfangszeiten der Bewegung lässt sich hier auch William Lloyd Garrison als Herausgeber des Liberator einreihen, der später allerdings die Bewegung als ineffektiv kritisierte. Allgemein spielten Frauen als Gruppe in den Bewegungsdynamiken wohl eine entscheidende Rolle. Einige Personen investierten erhebliche Summen ihres Privatvermögens in entsprechende Unternehmungen. Lucy Stone und Henry Browne Blackwell waren etwa davon überzeugt, dass eine mechanisierte Zuckerproduktion Sklavenarbeit wirtschaftlich verdrängen könnte. Sie bereisten dafür Europa um sich mit der Produktion von Rübenzucker vertraut zu machen, konnten aber kein marktfähiges Produkt entwickeln.
Von Sklavenhaltern und ihren Apologeten wurde die Bewegung weitestgehend ignoriert. Einen realen ökonomischen Effekt auf die Sklaverei als Wirtschaftsform hat es wohl nicht gegeben; zumindest lässt sich rückblickend keiner rekonstruieren. Das letzte Geschäft, das ausschließlich „freie Produkte“ verkaufte, wurde 1867 geschlossen, fünf Jahre nach der Emanzipations-Proklamation.
Lawrence Glickman (2004) hat vorgeschlagen die Geschichte des zeitgenössischen politischen Konsums zumindest für den US-amerikanischen Kontext ausgehend von der Free-produce-Bewegung zu schreiben. Auch Tierrechtler, die eine vegane Konsumhaltung in den Mittelpunkt ihrer politischen Arbeit stellen, wurden von Corey Wrenn (2013) in dieser Tradition gesehen.